# Liubartas
Liubartas, anche Lubart, Lubko, Lubardus, battezzato come Dimitri (Granducato di Lituania, 1315 circa – Volodymyr, 4 agosto 1383), è stato un principe lituano presso Luc'k e Liubar (in Volinia) (1323-1383), Žytomyr (1363-1374), Gran principe di Volinia (1340–1383) e, il titolo più prestigioso ottenuto durante la sua vita, Gran principe di Galizia e Volinia (1340–1349).

## Biografia

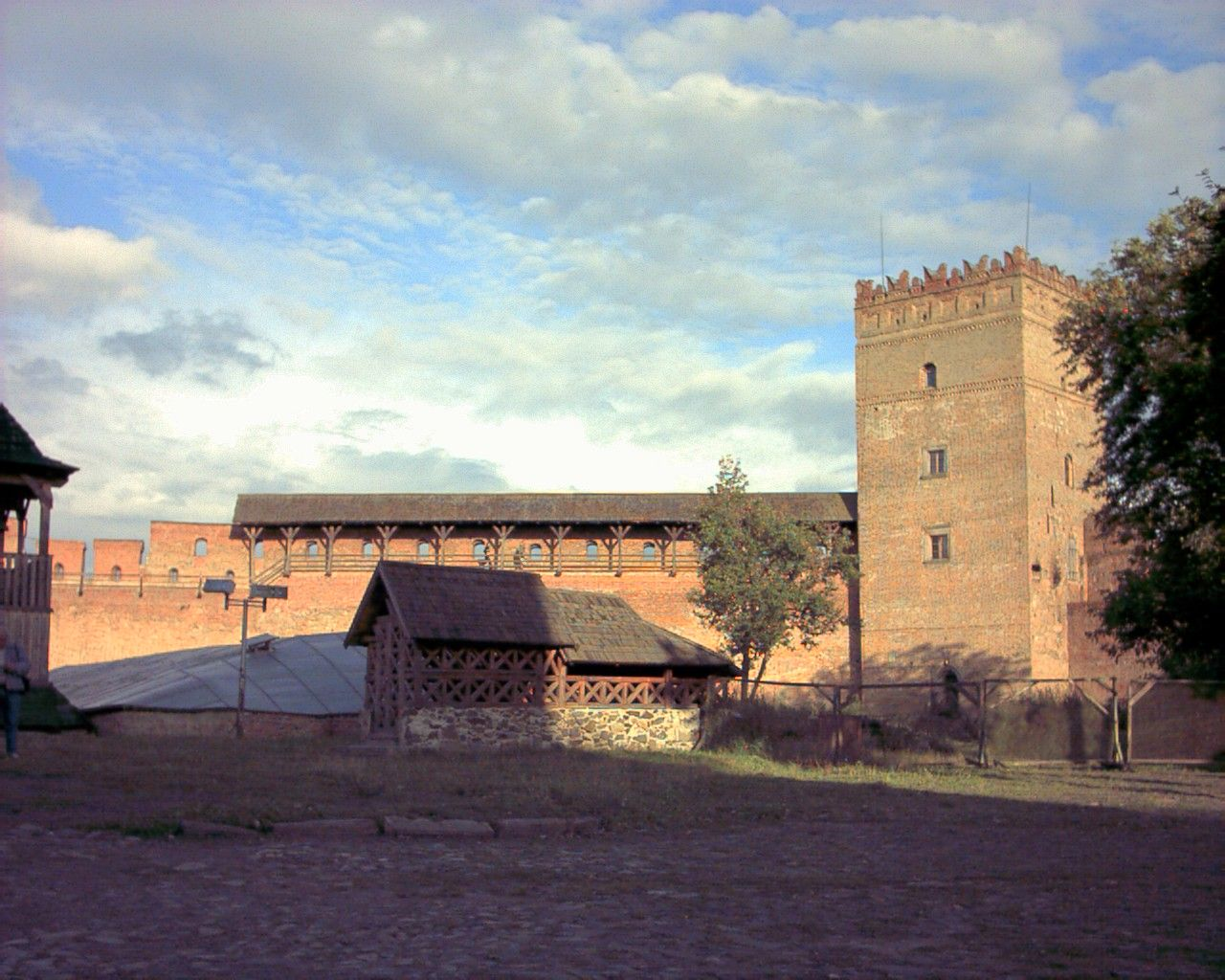
Castello di Luc'k costruito da Liubartas e ristrutturato da Vitoldo il Grande

Liuburtas era il figlio minore di Gediminas, granduca di Lituania. Poco dopo il 1320, sposò la figlia di Andrea di Galizia, la quale aveva in dote Luc'k e Liubar (nell'odierno Oblast' di Žytomyr, in Ucraina). Dopo la morte di Andrea e di suo fratello Lev II (1322 circa), il Principato di Galizia-Volinia non aveva un erede al trono. Invece di proporre Liubartas e innescare una guerra con la Polonia, Gediminas trattò un compromesso con re Ladislao I di Polonia. Entrambi furono d'accordo di porre sul trono Boleslaw-Yuri II, nipote di Lev II e Andrea. 
Boleslaw-Yuri era il figlio di Trojden I di Masovia della dinastia Piast, cugino di Ladislao I e nipote del figliastro di Gediminas Venceslao di Płock. In quel tempo, Boleslao aveva quattordici anni e fu promesso a Eufemija, figlia di Gediminas. Liubartas continuò nel frattempo a regnare su Luc'k e Volodymyr. Egli venne avvelenato da alcuni nobili ribelli, che invitarono Liubartas a salire sul trono unificato di Galizia e Volinia. Non esistono fonti sufficienti a ricostruire in maniera esaustiva gli avvenimenti fra il 1341 ed il 1349. Nonostante l'aiuto dei suoi fratelli Algirdas e Kęstutis, Liubartas perse tutti i territori ad eccezione della parte orientale della Volinia e Lutsk a favore di Casimiro III di Polonia nel 1349. Nel 1351 venne fatto prigioniero in battaglia, e Kęstutis dovette pagare per ottenerne il rilascio. Nel 1366 venne firmato un trattato secondo il quale Liubartas manteneva la parte orientale della Volinia con Lutsk, mentre la Polonia acquisiva la parte occidentale della Volinia e la Galizia. Comunque la questione venne sistemata soltanto nel 1370: Liubartas si avvantaggiò della morte di Casimiro e conquistò tutta la Volinia. I confini territoriali cambiarono di nuovo nel 1569, quando la Volinia, compresa Luc'k, passò alla Polonia per via dell'Unione di Lublino.
Nel 1382, dopo la morte di Luigi I d'Ungheria, Liubartas conquistò Kremenets, Peremyshl e altre città. Aiutò inoltre suo fratello Kęstutis contro il nipote Jogaila durante le lotte per la successione. Liubartas supervisionò la realizzazione di un castello a Luc'k, divenuto noto come Castello di Lubart, visibile ancora oggi. Il principe lituano si spense ne circa 1385, dopo aver regnato sulla Volinia per circa sessant'anni. Alla morte della sua prima moglie Eufemia, si sposò una seconda volta nel 1350 circa con una figlia - il cui nome è incerto - di Konstantin di Rostov, un parente di Simeone di Russia.

## Famiglia
- 1321/1323 sposò Anna-Buch (Euphemia), principessa di Volinia, figlia di Andrea di Galizia
- Nel 1350 sposò una delle figlie di Costantino di Rostov II
  - Fedor/Teodoro, successore di Liubartas nel ruolo di signore della Volinia (~1351–1431)
  - Lazzaro (morto dopo il 1386)
  - Simeone (morto dopo il 1386)
  - Demetrio, forse progenitore della famiglia Sanguszko